# Овен Фарел
Овен Фарел (енгл. Owen Farrell; 24. септембар 1991) професионални је рагбиста и енглески репрезентативац који тренутно игра за шампиона Енглеске рагби јунион клуб Сарасенс.

## Биографија
Висок 188 цм, тежак 96 кг, Фарел од почетка каријере игра за екипу Сарасенса, за коју је до сада одиграо 113 утакмица и постигао 1112 поена. За репрезентацију Енглеске Фарел је одиграо 34 тест меча и постигао 335 поена. Са Сарасенсима је освојио Премијершип и играо финале Купа европских шампиона, а са Енглеском је освојио Куп шест нација.